# Run Real Run
「Run Real Run」（ラン・リアル・ラン）は、May'nの楽曲。彼女の7枚目のシングルとして2013年5月8日にFlyingDogから発売された。

## 概要
前作「Chase the world」から1年ぶりのリリースとなる2013年1作目のシングル。初回限定盤と通常盤の2種リリースで、初回限定盤には「Run Real Run」のPVが収録されている。
表題曲「Run Real Run」は、TVドラマ『リアル鬼ごっこ THE ORIGIN』の主題歌として使用されている。
デイリーチャートでは5月7日付で10位を獲得している。
「Run Real Run」発売記念スペシャルイベントとして、2013年5月7日に池袋サンシャインシティアルパB1F噴水広場にて、ミニライブ＋ポスターお渡し会が行われた。

## 収録曲
全作曲：本間昭光
1. Run Real Run ［4:14］
作詞：井上秋緒、編曲：CHOKKAKU
TVドラマ『リアル鬼ごっこTHE ORIGIN』主題歌
May'n曰く「ストーリーがもつ、疾走感、危機感、絶望感を全面〔ママ〕に出したサウンド」となっている。[5]
2. アウトサイダー ［3:44］ 
作詞：岩里祐穂、編曲：tasuku
ブラウザゲーム『鬼武者Soul』主題歌
3. Run Real Run （without May'n）
4. アウトサイダー （without May'n）

DVD（初回限定盤のみ）
1. Run Real Run（Music Clip）